# Cantone di Voiron
Il Cantone di Voiron è una divisione amministrativa dell'arrondissement di Grenoble.
A seguito della riforma approvata con decreto del 18 febbraio 2014, che ha avuto attuazione dopo le elezioni dipartimentali del 2015, è passato da 10 a 11 comuni.

## Composizione
I 10 comuni facenti parte prima della riforma del 2014 erano:
- La Buisse
- Chirens
- Coublevie
- Pommiers-la-Placette
- Saint-Aupre
- Saint-Étienne-de-Crossey
- Saint-Julien-de-Raz
- Saint-Nicolas-de-Macherin
- Voiron
- Voreppe

Dal 2015 i comuni appartenenti al cantone sono i seguenti 11:
- La Buisse
- Coublevie
- La Murette
- Pommiers-la-Placette
- Saint-Aupre
- Saint-Cassien
- Saint-Étienne-de-Crossey
- Saint-Julien-de-Raz
- Saint-Nicolas-de-Macherin
- Voiron
- Voreppe